# Kamp van Zeist
Het Kamp van Zeist, ook wel Kamp Zeist of Kamp bij Zeist genoemd, is een voormalig militair terrein gelegen aan de rand van het Nederlandse dorp Soesterberg (provincie Utrecht). Het zuidwestelijke en grootste gedeelte van het kamp ligt in de gemeente Zeist, het noordoostelijke gedeelte in de gemeente Soest.
In februari 2024 is gestart met de sloop- en saneringswerkzaamheden op het terrein, er worden veertien voormalige militaire gebouwen gesloopt. Het poortgebouw aan de Kampweg blijft staan. Ook blijft een deel van het terrein de komende jaren beschikbaar als asielzoekerscentrum.
Het kamp is gebruikt door de Amerikaanse Luchtmacht, het Militaire Luchtvaart Museum was er gevestigd, het Lockerbie-proces werd er gehouden, er was een detentiecentrum van de Dienst Justitiële Inrichtingen en vanaf 2023 een asielzoekerscentrum van het Centraal Orgaan opvang asielzoekers.

## Geschiedenis

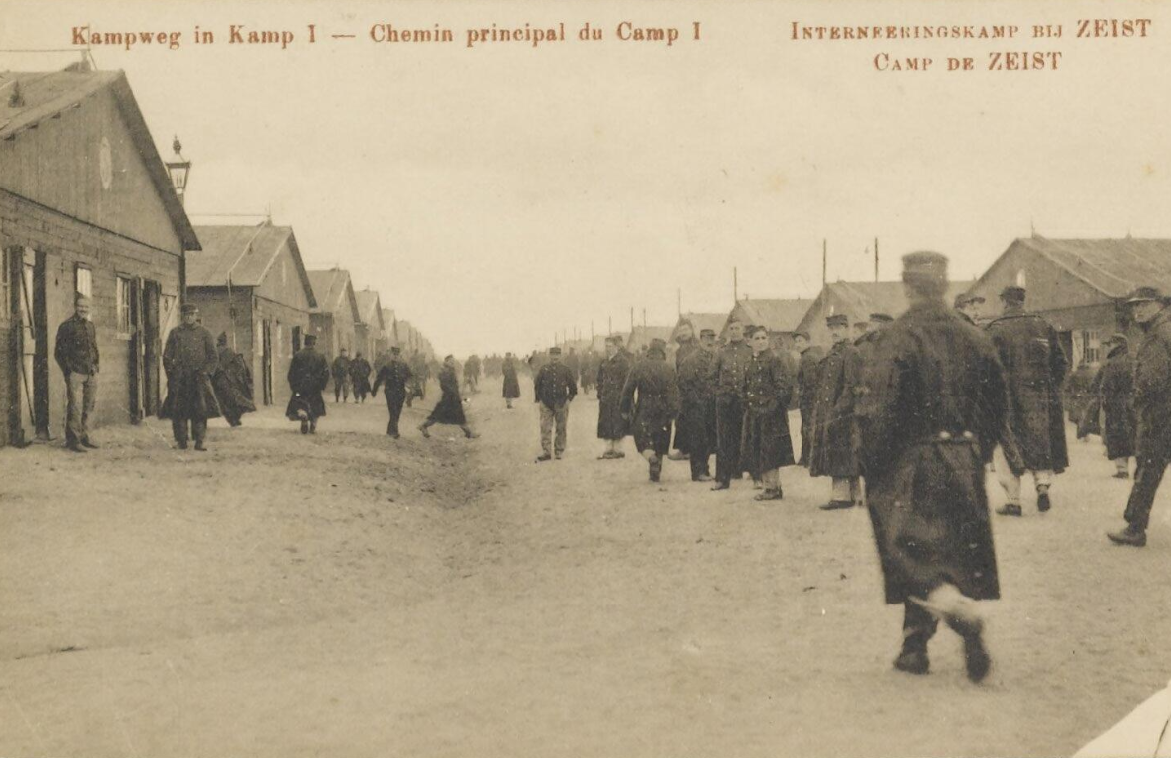
Kamp Zeist; interneringskamp in de Eerste Wereldoorlog

Het eerste militaire kamp bij Zeist werd in 1672 ingericht bij de verblijfplaats van de Franse koning Lodewijk XIV die oorlog voerde met de Nederlandse Republiek. In 1787 liet stadhouder Willem V het 'Campement by Zeyst' bouwen om van daaruit de stad Utrecht te belegeren. Daarna was er vanaf 1818 gedurende grote delen van de negentiende eeuw sprake van een kamp bij Zeist dat een steeds definitievere status kreeg, zo werden er in 1861 limietpalen geplaatst. De officiële naam zou toen 'Kampveld Zeist' geweest zijn.
Tijdens de Eerste Wereldoorlog werden in de directe nabijheid van het Kamp ruim 12.000 gevluchte Belgische militairen geïnterneerd. Een bekende geïnterneerde was beeldend kunstenaar Rik Wouters, die schetsen en aquarellen maakte over het kamp en de bosrijke omgeving. Op 3 december 1914 brak er een opstand uit. Geïnterneerden kwamen in opstand naar aanleiding van de moeilijke leefomstandigheden en slechte kwaliteit van de voeding, en begonnen met stenen te gooien naar ordetroepen die toen de opstand op gewelddadige wijze beëindigde. Acht geïnterneerden werden doodgeschoten en achttien raakten zwaargewond.
Na de Tweede Wereldoorlog kwam het terrein in gebruik bij de Amerikaanse luchtmacht, die tot 1994 een basis had op de Vliegbasis Soesterberg. Met de aanleg van de A28 in de jaren 1980 is het originele kampterrein van "Camp I" volledig vernietigd. Op het terrein waar globaal "Camp II" was gevestigd bevond zich een testcircuit van het leger.
In 1980 verhuisde het Luchtvaartmuseum naar Kamp van Zeist. In 2005 werd besloten om het museum te verplaatsen naar het Nationaal Militair Museum op het terrein van de niet meer in gebruik zijnde Vliegbasis Soesterberg.
Tussen 1999 en 2002 viel een groot deel van het terrein onder Britse jurisdictie, vanwege de huisvesting van een Schotse rechtbank en gevangenis ten behoeve van de rechtszaak over de Lockerbie-aanslag. De gebouwen werden vervolgens omgebouwd tot detentiecentrum voor uitgeprocedeerde asielzoekers en huis van bewaring. Ook de meermalen bedreigde politicus Geert Wilders woonde uit veiligheidsoverwegingen enige tijd op het terrein. Sinds 2023 is er voor de duur van maximaal vijf jaar een asielzoekerscentrum (azc) gevestigd met een capaciteit van 400 personen.